# Goruia (gmina)
Goruia – gmina w Rumunii, w okręgu Caraș-Severin. Obejmuje miejscowości Goruia, Gârliște i Giurgiova. W 2011 roku liczyła 790 mieszkańców.